# Аміральдизм

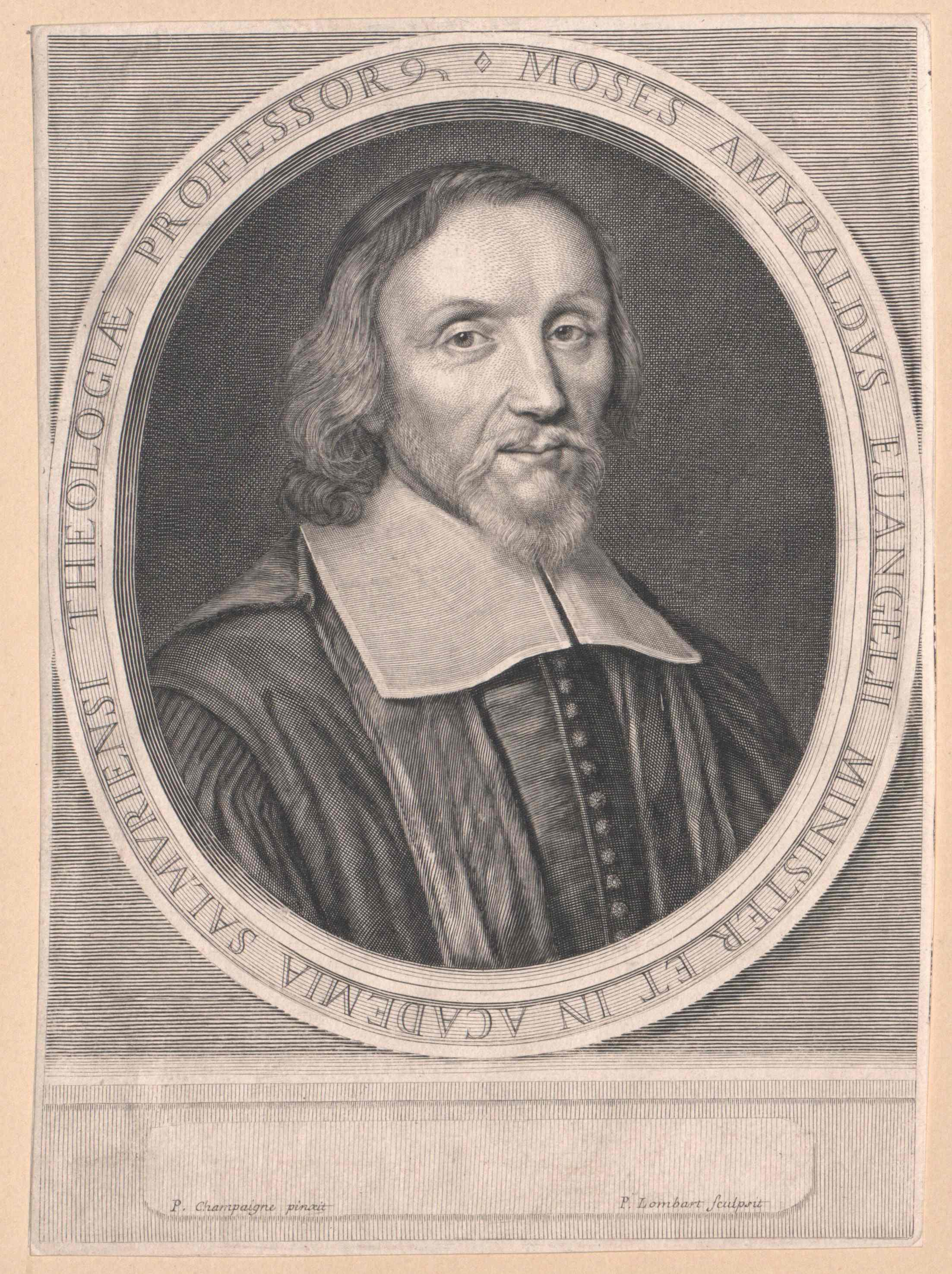
Мозес Аміраут (1596-1664), на честь якого названо аміральдизм.

Аміральдизм (іноді аміральдіанство) - кальвіністська доктрина. Також відама як школа Сомура, постредемпціонізм, поміркований кальвінізм або гіпотетичний універсалізм. Це одна з декількох гіпотетичних універсалістських систем.
Аміральдизм — це віра в те, що Бог призначив спокуту Христову до свого декрету про обрання для всіх однаково, якщо вони увірують, але потім обрав тих, кого він приведе до віри в Христа, бачачи, що ніхто не увірує самостійно, і тим самим зберігши кальвіністську доктрину безумовного обрання. Ефективність спокути залишається обмеженою для тих, хто вірить. 
Дана доктрина названа на честь її формувальника Мозеса Аміраута і розглядається як різновид кальвінізму, оскільки вона підтримує особливість суверенної благодаті в застосуванні спокути. Однак крити, як от Б. Б. Уорфілд, описують подану доктрину як "непослідовною і тому нестабільною формою кальвінізму".